# Adnan Hadždž
Adnan Hadždž (Adnan Hajj) je libanonský novinářský fotograf na volné noze, který pracoval pro agenturu Reuters více než 10 let. Je známý svými kontroverzními manipulovanými fotografiemi, které pořídil na středním východě. Celá aféra se označuje jako Reutersgate. Hadždžovy zmanipulované fotografie byly součástí zpravodajtví o izraelsko-libanonském konfliktu Reuters v roce 2006. Agentura uznala, že alespoň dvě jeho fotografie byly před zveřejněním pozměněny.

## Aféra Reutersgate
První fotografie byla odhalena 5. srpna 2006, kdy blogger Charles Johnson na svém blogu Little Green Footballs napsal, že snímek „prokazuje jasné důkazy o manipulaci“ (klonovací razítko v programu Adobe Photoshop), Reuters „zabil“ 'fotografii', vydal prohlášení, ve kterém je uvedeno tvrzení Hadždže, že nechtěl záměrně pozměňovat fotoreportáž, ale že se snažil odstranit „stopy po prachu“. Agentura Reuters připustila, že Hadždž musel snímek měnit: „editační fotografický software nebyl na tomto obrázku použit správně. Opravená verze bude bezprostředně následovat. Omlouváme se za způsobené nepříjemnosti.“, vedoucí PR Moira Whittle řekl:„ Reuters bere tyto záležitosti velmi vážně, a je striktně proti redakčním změnám obrázků“.
Druhou zmanipulovanou fotografii oznámil blogger s pseudonymem „Rusty Shackleford“ na blogu „My Pet Jawa“. Reuters uvedla fotografii jako důkaz, že izraelský letoun F-16 vystřelil řízené střely vzduch-země při útoku ze vzduchu během leteckého úderu 2. srpna u Nabátíje v jižním Libanonu, ale F-16 ve skutečnosti pálil obrannou raketu a původní fotografie ukázala pouze jednu světlici. Adnan Hadždž ve skutečnosti „přimaloval“ další dvě rakety.
Snímky byly vyřazeny z databáze Reuters a není možné je koupit k další publikaci.